# アイリスオーヤマ
アイリスオーヤマ株式会社（英: IRIS OHYAMA Inc.）は、宮城県仙台市青葉区に本社を置く生活用品の企画、製造、販売会社。
バブル末期よりオーダーカーテンや家電品等、住宅都市整備公団（現在の都市再生機構（UR））に新規入居する新婚世帯にターゲットを絞り、2000年代からは家電事業に力を入れ、2012年からは他の大手家電メーカーで早期退職した技術者を大量に採用し同事業を加速させた。

## 会社概要
大阪府布施市（現在の東大阪市）で大山森佑（もりすけ）が創業したプラスチック加工の町工場である大山ブロー工業所を、1964年に森佑の死去にともない息子の大山健太郎が19歳で引き継ぐ。1971年に法人化して大山ブロー工業株式会社へ改組した。その後1972年に宮城県南部に新設した仙台工場（現在の大河原工場）を主力工場とし、発祥の地である東大阪の工場を閉鎖した。1989年に本拠地を政令指定都市移行間もない仙台市へ移転し、1991年に現社名へ改称する。
家庭用プラスチック業界における国内最大手で利益率は極めて高いが、現在でも大企業（大規模法人）ではなく中小企業（中小企業者）である。家庭用プラスチック製クリア収納ケースの販売数量が爆発的に伸び会社が大きく成長し、現在は家電製品を主にLED照明や収納、インテリア用品、園芸用品、ペット用品、日用品、資材、食品などを取り扱う。ホームセンターなどに様々な製品を納入するほか、ネット通販企業にも商品を納入する。毎年1000点の新商品やモデルチェンジ品を生み出す。日本国内14社、中国9社、アメリカ1社、ヨーロッパ2社、韓国1社、ベトナム1社、台湾1社、タイ1社のグループ企業がある。
2012年、家電部門を拡大して東芝、シャープ、パナソニックなど一般に大手家電メーカーと呼ばれる企業で早期退職した優秀な技術者を大量に採用した。自社の持つアイデアと彼らの持つノウハウをミックスしようと考えた。例えば、シャープでエアコンのエキスパートだった元社員はスマホを使って誰でも簡単に遠隔操作できるエアコンを開発、ヒットさせた。他製品でも同性能なら大手他社の半値程度で売り出し、シェアを拡大させた。毎週「新商品開発会議」が催され、その場で様々なアイデアが出されるが、アイデアと同等に重要な判断基準は価格であり、客が値ごろと感じる価格にできるかが、製品化の絶対条件となっている。
仙台市に本拠を構えるプロスポーツチームと結び付きが強く、2004年よりベガルタ仙台のメインユニフォームスポンサーとしてユニフォーム胸部分に、2008年からは東北楽天ゴールデンイーグルスのメインスポンサーとしてユニフォーム左胸部分に、それぞれ企業ロゴを刺繍させている。また、仙台フィルハーモニー管弦楽団も支援している。
2012年8月に旧仙台三和ビルディングを全面リニューアルしたアイリス青葉ビルが開業し、5階から8階のオフィスフロアにグループ会社オーヤマの事務所、地下1階にアイリス製品を展示するアンテナショップが2017年2月よりオープンしている。

### 新商品開発
アイリスオーヤマは、新商品（発売から3年以内の商品）の割合を全商品の売り上げの5割以上とすることを目標に掲げている。2021年12月時点では新商品の割合は6割以上であり、目標を達成している。
年間1000点以上の新商品を毎年開発・発売していることになるが、企画から新商品発売までの速さは他社の2倍の速さになるとアイリスオーヤマの常務取締役研究開発本部長は語っている。社長を始め、経営陣、各部署の関係者約50人を前に新商品企画のプレゼンテーションを行う「新商品開発会議」が週に1回開催され、企画の可否が決定される。また、「伴走方式」と呼ばれる商品開発、知的財産、応用研究、品質管理、生産技術といった通常なら順に行われる各部署の作業が同時並行で行われることも、新商品発売までの期間を短くすることに貢献している。
2013年、家電事業強化に伴い関西を拠点にしている大手電機メーカー元技術者の雇用目的で心斎橋に大阪R&Dセンターを設立する。
2018年11月、大阪R&Dセンターに続き、関東を拠点にしている大手電機メーカー元技術者の雇用を目的として港区浜松町に東京アンテナオフィスを設立する。
2021年8月、事業拡大に伴う商品数の増加に対応するため、大田区南蒲田に東京R&Dセンターを設立する。
照明器具も扱っているが、元社名が「オーヤマ照明」と名乗っていた「オーデリック」との資本関係はない。
創業者の子孫が代表取締役を務める同族企業である。

## 沿革
- 1958年4月 - 大山森佑が大阪府布施市（現在の東大阪市）で大山ブロー工業所を創業する。
- 1964年7月 - 大山健太郎が代表者に就任する。
- 1966年 - オリジナル商品の第1号である養殖用ブイを発売する。
- 1970年 - 育苗箱を発売する。
- 1971年4月14日 - 大阪府東大阪市長栄寺一丁目28番地に大山ブロー工業株式会社を資本金300万円で設立する。
- 1981年1月 - ガーデニング用品を発売する。
- 1986年4月 - 株式会社オーヤマ設立
- 1987年1月 - ペット用品を発売する。
- 1988年1月 - 収納用品やオーダーカーテンを発売する。
- 1989年
  - 2月 - 日用品を発売する。
  - 10月 - 事務用品を発売する。
  - 12月16日 - 本社を大阪府東大阪市長栄寺17番24号から仙台市青葉区五橋一丁目1番17号に移転する。
- 1991年9月 - 商号をアイリスオーヤマ株式会社に変更する。
- 1992年3月 - 角田I.T.Pが完成する。
- 1993年3月 - 本社新社屋が完成する。
- 2001年9月 - 経営破綻した老舗家具メーカーである株式会社チトセが営業譲渡され、後に「アイリスチトセ株式会社」とする[14]。
- 2005年9月 - シャープと共同開発したペットと暮らす家庭向け空気清浄機を発売[注 4]する。
- 2006年3月 - 新日鐵（現在の日本製鉄）グループであるニッテツ・ファイン・プロダクツ株式会社（本社:岩手県釜石市）のカイロ及び脱酸素剤事業営業権を譲受し、アイリス・ファインプロダクツ株式会社として使い捨てカイロ事業を開始する[注 5]。
- 2007年
  - 1月 - マスク事業を開始する。
  - 10月 - シンヨー化成株式会社を子会社にする。
- 2008年
  - 2月 - ソーコー株式会社の全事業[注 6]営業権を譲受し、4月にアイリスソーコー株式会社として事業を開始する
  - 12月 - グループ会社の株式会社オーヤマが、宮城県でホームセンター「ダイシン」を運営する株式会社ダイシンを完全子会社化[15]し、後に宮城野区へ本社を移して2009年7月にアイリスプラザが吸収合併して同社ダイシンカンパニーとしている。
- 2009年8月 - LED電球「ECOLUX（エコルクス）」を発売し、LED照明事業を開始する。
- 2010年
  - 5月 - 家具製造メーカーホウトクに対するTOBが成立したと発表して翌月に完全子会社化する。
  - 11月 - LED電球「ECOLUX」に業界初のプラスチックボディタイプを追加発売する。
- 2011年10月 - 当社鳥栖工場に隣接するパナソニック ファクトリーソリューションズ鳥栖事業所跡を取得し、LED照明と家電製品の自社初国内生産拠点の鳥栖第二工場として2012年1月に稼働する。
- 2012年
  - 8月 - 仙台三和ビルディングを改装して「アイリス青葉ビル」を開業する。
  - 11月 - 
    - LEDシーリングライト 高効率タイプの発売を機にLED照明のブランド名を「ECOHiLUX（エコハイルクス）」に変更する。
    - 業界初の据置型の2口IHクッキングヒーターを発売する。
- 2013年
  - 4月 - 株式会社舞台ファームと共同出資で、精米事業会社アグリイノベーション株式会社を設立する。
  - 5月 - 大阪R&Dセンター開設
  - 11月 - アイリスフーズ株式会社設立
- 2014年4月
  - 関連会社アイリスプラザが、ホームセンター「ユニディ」を運営する株式会社ユニリビングの株式を三井不動産から取得して子会社[16]とする。
  - 株式会社ユニリビング　グループ会社化
- 2016年
  - 2月8日 - 充電式スティッククリーナーIC-S7L、KIC-S7Lシリーズの電池カートリッジの無償交換を発表。理由は「発火の恐れがあるため」とし[17]、現在3件の発火を確認したという[18]。
  - 3月31日 - 電子部品大手であるロームの照明事業を買収する契約を締結[19]。
  - 5月 - IRIS USA, INC.アリゾナ工場 竣工
- 2017年
  - 4月 - IRIS OHYAMA FRANCE SAS 設立
  - 11月 - 広州市（中国広東省）に工場を新設[20]。
- 2018年
  - 2月 - 茨城県稲敷郡阿見町につくば工場を新設
  - 7月 - 大山晃弘が代表取締役社長に就任
  - 11月 - 東京アンテナオフィス稼働
  - 11月 - IRIS OHYAMA VIETNAM CO.,LTD. 設立
- 2019年
  - 3月 - 仁川広域市（韓国）に仁川工場を新設[21]。
  - 6月 - アイリスプロダクト設立
  - 10月 - IRIS OHYAMA TAIWAN CO.,LTD.設立
- 2020年
  - 7月 - 角田工場でのマスク生産開始
  - 10月 - IRIS OHYAMA (THAILAND) CO.,LTD.設立
- 2021年
  - 1月 - アイリスロボティクス株式会社設立
  - 2月 - 富士小山工場にて飲料水、炭酸水の生産開始
  - 7月 - 東京R&Dセンター開設
- 2022年3月16日 - 福島県沖地震により、角田市の工場と倉庫が被災[22]。
- 2025年6月21日 - 富士裾野工場にてベビー用紙おむつの生産を開始。同年7月1日より「あんしんGenki!パンツ」[注 7]を発売し、新規参入[23]。

## 事故の発生と対応
- 2006年
  - 3月 - 2歳女性が同社製造のオフィス用シュレッダー機械に両手を巻き込まれ9本の指を切断する重大事故が発生した[24]。
  - 8月 - 未対策シュレッダー機械の全品回収と交換を順次開始。

## 工場・支店・営業所
- 本社 - 仙台市青葉区五橋2-12-1
- 大河原工場（1972年7月竣工） - 宮城県柴田郡大河原町
- 角田工場・仙台営業所・東北営業所（1991年12月竣工） - 宮城県角田市
- 三田工場・関西支店・兵庫営業所・大阪営業所（1987年12月竣工） - 兵庫県三田市
- 鳥栖工場・鳥栖支店・福岡支店（1990年1月竣工） - 佐賀県鳥栖市
- 北海道工場（1994年11月竣工） - 北海道勇払郡安平町
- 札幌営業所 - 札幌市白石区
- 富士小山工場・静岡営業所（1997年3月竣工） - 静岡県駿東郡小山町
- 米原工場・滋賀営業所（2001年1月竣工） - 滋賀県米原市
- 埼玉工場・関東支店・埼玉営業所（トステムビバ）・高崎営業所（2003年3月竣工） - 埼玉県深谷市
- つくば工場（2018年2月竣工） - 茨城県稲敷郡阿見町
- 大宮支店 - さいたま市北区
- 中国工場 - 中華人民共和国遼寧省大連市
- アメリカ工場 ‐ アメリカ合衆国ウィスコンシン州およびテキサス州
- ヨーロッパ工場 ‐ オランダ
- 東京支店 - 東京都新宿区
- 多摩営業所 - 東京都八王子市
- 大森事業部 - 東京都大田区
- 中部支店 - 愛知県小牧市
- 刈谷営業所 - 愛知県刈谷市
- 中四国支店・松山営業所 - 愛媛県松山市
- 青森営業所 - 青森県八戸市
- 新潟営業所 - 新潟市中央区
- 千葉営業所 - 千葉市中央区
- 水戸営業所 - 茨城県水戸市
- 神奈川営業所 - 横浜市中区
- 福井営業所 - 福井県福井市
- 岡山営業所 - 岡山市北区
- 広島営業所 - 広島市南区
- 鹿児島営業所 - 鹿児島県鹿児島市
- 沖縄営業所 - 沖縄県宜野湾市

## 関連会社
- オーヤマ（本社：宮城県仙台市青葉区） - 親会社。貿易業
- アイリスプラザ（本社：宮城県仙台市青葉区） - 通信販売サイト「アイリスプラザ」の運営
  - ダイユニカンパニー（ダイシン本部：宮城県仙台市宮城野区・ユニディ本部：千葉県松戸市） - ホームセンター「ダイシン」「ユニディ」を運営。2009年7月に株式会社ダイシンを吸収合併し、社内カンパニーを新設。
- アイリスチトセ（本社：宮城県仙台市青葉区） - 事務用機器等の製造・販売
- アイリス・ファインプロダクツ（本社：宮城県仙台市青葉区） - 使い捨てカイロ、脱酸素剤の製造・販売
- アイリス電工（本社：宮城県仙台市青葉区） - 電気機器、電子機器、住宅設備機器の販売、取付、保守管理
- アイリスソーコー（本社：宮城県仙台市青葉区） - ゴルフ練習用品の製造・販売
- ホウトク（本社：愛知県小牧市） - 家具の製造
- 合同会社アイリスホールディングス（本社：宮城県仙台市青葉区）
- アイリスファイナンス（本社：宮城県仙台市青葉区）
- ISロボティクス（本社：宮城県仙台市青葉区） - 法人向けロボットの販売、ロボットを活用した業務変革コンサルティング、新規サービス・ロボットの新商品開発
- アイリスロボティクス（本社：宮城県仙台市青葉区） - 法人向けロボットの販売、ロボットを活用した業務変革コンサルティング、新規サービス・ロボットの新商品開発
- シンクロボ（本社：東京都文京区） - ロボットの開発
- アイリスアグリイノベーション（本社：宮城県仙台市青葉区） - 精米業、農業関連商品の販売ほか
- アイリスフーズ（本社：宮城県仙台市青葉区） - 食品部門を分社して2013年設立、食料品の販売、パックごはん、切り餅の製造
- アイリスプロダクト（本社:宮城県仙台市青葉区） - 人工芝、脱酸素剤、建材用平板波板などの製造

## テレビ番組
- 日経スペシャル カンブリア宮殿（テレビ東京）
  - さらば!売り上げ至上主義よ 〜不況でも儲ける、 驚異のアイリスマネジメントの極意〜（2010年2月15日）[25]。
  - 新家電戦争の大本命!"なるほど&低価格" アイリス流モノづくり（2018年6月21日）[26]。
  - ピンチをチャンスに変えるSP 〜どんな危機も乗り越える!変幻自在のスゴい企業〜（2020年5月14日）[27]。
- 日経スペシャル ガイアの夜明け（テレビ東京）
  - 令和の就職戦線! 異状アリ（2025年1月31日）[28]。

## スポンサー番組
スポンサーは、原則として全国ネット番組のみであり、宮城県ローカル番組のレギュラー提供番組は少ない。大阪発祥の企業であるため、大阪製作の番組のスポンサーになることが多い。かつては「JCBクラシック仙台」（6月第1週の日曜日放送）の最終日の番組提供も行っていた。（仙台放送発フジテレビ系列全国ネット、2006年は6月4日16時5分 - 17時40分まで放送）宮城県ローカル番組の提供は長らく存在しなかったが、情報番組を中心に提供している。
2006年8月は、自社製シュレッダーによる幼児の指切断事故のため提供クレジットを自粛し、お詫び及び交換を促すCMに差し替えられていたが、同年9月より通常のTVCM放映を再開している。

### 現在
- 1億人の大質問!?笑ってコラえて!（日本テレビ）
- 報道ステーション（テレビ朝日）※木曜・22時台後半ナショナルスポンサー。
- ザ!鉄腕!DASH!!（日本テレビ）※2019年4月からキリンビールとともに提供開始。番組内で使用される炊飯器はアイリスオーヤマ製である。
- ZIP!（日本テレビ）※2018年10月から提供開始。隔日7時台。
- ヒルナンデス!（日本テレビ）※2018年10月から提供開始。隔日13時台。
- news zero（日本テレビ）※2018年10月から提供開始。隔日。
- ワールドビジネスサテライト（テレビ東京）※2021年10月から提供開始。
- ウワサのお客さま（フジテレビ）※2021年10月から提供開始。
- 千鳥の鬼レンチャン（フジテレビ）※2022年10月から提供開始。
- ジョブチューン アノ職業のヒミツぶっちゃけます!（TBS）※2022年10月から提供開始。
- 日経スペシャル ガイアの夜明け (テレビ東京) ※2024年10月から提供開始。
- 相葉マナブ（テレビ朝日）
- やすとも・友近のキメツケ!※あくまで個人の感想です（関西テレビ）
- ウォッチン!みやぎ（tbcテレビ）※火曜
- サンデーチャージ&スポーツ（東日本放送）
- OH!バンデス（ミヤギテレビ）※水曜第二部
- あらあらかしこ（仙台放送）

### 過去
- ネプ&イモトの世界番付（日本テレビ）
- Theサンデー（日本テレビ）
- 報道特集（TBS、2006年4月2日から番組スポンサー提供）
- 知っとこ!（毎日放送。2006年10月7日から番組スポンサー提供）
- サタデープラス（毎日放送）
- ジェネレーション天国（フジテレビ）
- ジャネーノ!?（フジテレビ）
- ニュースステーション（テレビ朝日・ANN系列24局、番組後期の全国スポンサー枠）
- 池上彰の学べるニュース（テレビ朝日）
- くりぃむクイズ ミラクル9（テレビ朝日、2015年9月まで）
- ザ・スクープ（テレビ朝日）
- 雑学家族（テレビ朝日）
- シルシルミシルさんデー（テレビ朝日、2011年4月から番組スポンサー提供）
- 上沼恵美子のおしゃべりクッキング（朝日放送）
- 得するテレビ（朝日放送・一社提供）
- 新★得するテレビ ホンジャマカな日曜日（朝日放送・一社提供）
- 大改造!!劇的ビフォーアフター（朝日放送、2006年3月19日の特番をもってレギュラー提供終了）
- ごごネタ!・快適!こだわりライフTV（CBCテレビ）
- 日曜もアメトーーク!（テレビ朝日）
- ナニコレ珍百景（テレビ朝日）
- とくダネ!（フジテレビ）
- 世界一受けたい授業（日本テレビ、2018年10月から2021年9月まで。）
- 中居正広の金曜日のスマイルたちへ（TBS、2016年4月から長年続いたタイガー魔法瓶に代わって番組スポンサー提供、2021年9月まで。）
- 日経スペシャルカンブリア宮殿　(テレビ東京)
- サンデーモーニング（TBS）
- ポツンと一軒家（朝日放送テレビ）
- 情報7daysニュースキャスター（TBS、2023年3月まで。）

## CM出演者

### 現在
- 吉沢亮 - CMプランナー・要 正直（かなめ しょうじき）役、低温製法米のおいしいごはん、家電シリーズ
- 生見愛瑠 - 美フィットマスク
- 天野はな - 同じく吉沢と共演。家電シリーズ
- 吉川友 - 音声操作シーリングライト「魔法のことば」篇[30]
- 堀田真由 - 美容家電「MiCOLA」
- 宮世琉弥 - 炭酸水 「クリスタルスパーク」
- ひょうろく - 吉沢と共演。リンサークリーナー
- 平野レミ - 秋山竜次と共演。「低温製法米のおいしいごはん」
- 秋山竜次 - 上記、平野と共演
- 村川絵梨 - 吉沢と共演。シェフドラマム「疑う彼女」篇[31]

### 過去
- 其原有沙 - 低温製法米のおいしいごはん
- 前川清、内山田洋とクールファイブ - 低温製法米のおいしいごはん
- 小林幸子 - ECOLUX
- 井桁弘恵 - 美フィットマスク
- 吉岡里帆 - ナノエアーマスク

## 書籍

### 関連書籍
- 『アイリスオーヤマの革新と挑戦 流通を変えたメーカーベンダー戦略』（著者:鶴蒔靖夫）（1993年5月22日、IN通信社）ISBN 9784872180671
- 『ピンチはビッグチャンス メーカーベンダーの革新』（著者:大山健太郎）（2010年7月1日、ダイヤモンド・フリードマン社）ISBN 978-4478090220
- 『アイリスオーヤマ一目瞭然の経営術』（著者:三田村蕗子）（2012年12月1日、東洋経済新報社）ISBN 9784492502426
- 『ロングセラーが会社をダメにする ヒット商品は消費者に聞け』（著者:大山健太郎）（2013年12月20日、日経BP社）ISBN 978-4822274399
- 『アイリスオーヤマの経営理念 私の履歴書』（著者:大山健太郎）（2016年12月1日、日本経済新聞出版社）ISBN 9784532321024
- 『いかなる時代環境でも利益を出す仕組み』（2020年9月17日、日経BP社）ISBN 978-4296107117
  - 『いかなる時代環境でも利益を出す仕組み』（2024年4月3日、日経BP社 日経ビジネス人文庫）ISBN 9784296120154
- 『アイリスオーヤマ 強さを生み出す5つの力』（著者:村松進）（2023年5月26日、日経BP社）ISBN 9784296115808

## スポーツ・文化活動

### 実業団チーム
- アイリスオーヤマボート部[32]
- アイリスオーヤマ公式サッカー部IRIS.F.C[33]

### スポンサード
- ベガルタ仙台 - プラチナパートナー、ユニフォームパートナー（胸）
- 鹿島アントラーズ - クラブパートナー
- 川崎フロンターレ - クラブパートナー
- マイナビ仙台レディース - アイリスプラザ：ユニフォームパートナー（背中）

- 東北楽天ゴールデンイーグルス - オフィシャルトップスポンサー、オフィシャルユニフォームスポンサー（左胸）
- 仙台大学女子硬式野球部 - スポンサー[34]
- 川崎ブレイブサンダース - オフィシャルスポンサー
- 仙台フィルハーモニー管弦楽団 - 法人プラチナ会員

### 協賛大会
- アイリスオーヤマ プレミアリーグU-11（サッカー）[35]
- アイリスオーヤマ杯女子硬式野球交流大会[36]

### ネーミングライツ
- ベガルタ仙台紫山サッカー場 - アイリストレーニングフィールド